# Stichting Historisch Dieselmaterieel
 (mai 2023).
Si vous disposez d'ouvrages ou d'articles de référence ou si vous connaissez des sites web de qualité traitant du thème abordé ici, merci de compléter l'article en donnant les références utiles à sa vérifiabilité et en les liant à la section « Notes et références ».

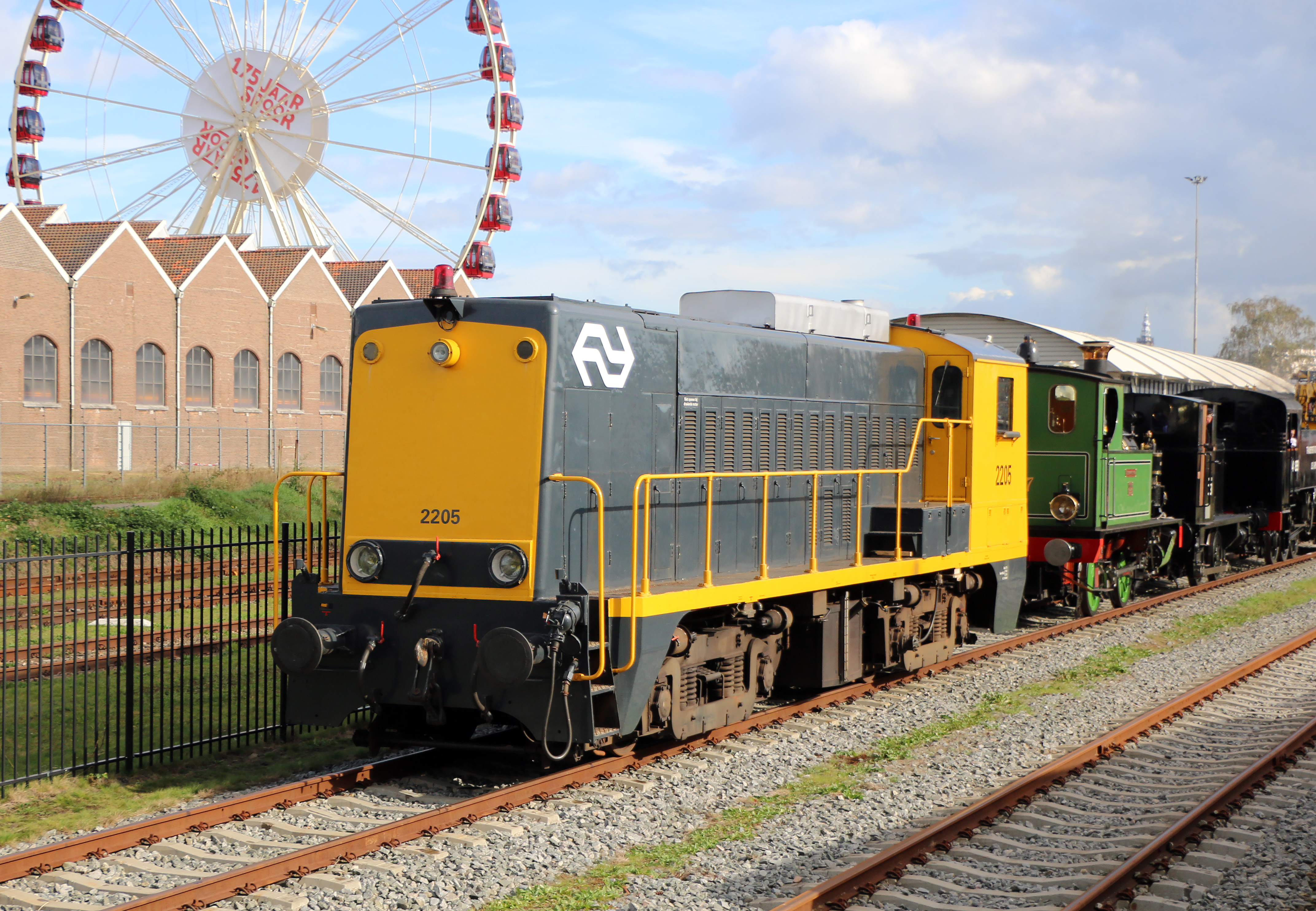
La locomotive diesel n°2205 lors de la Spoorparade à Amersfoort le 20 octobre 2014.

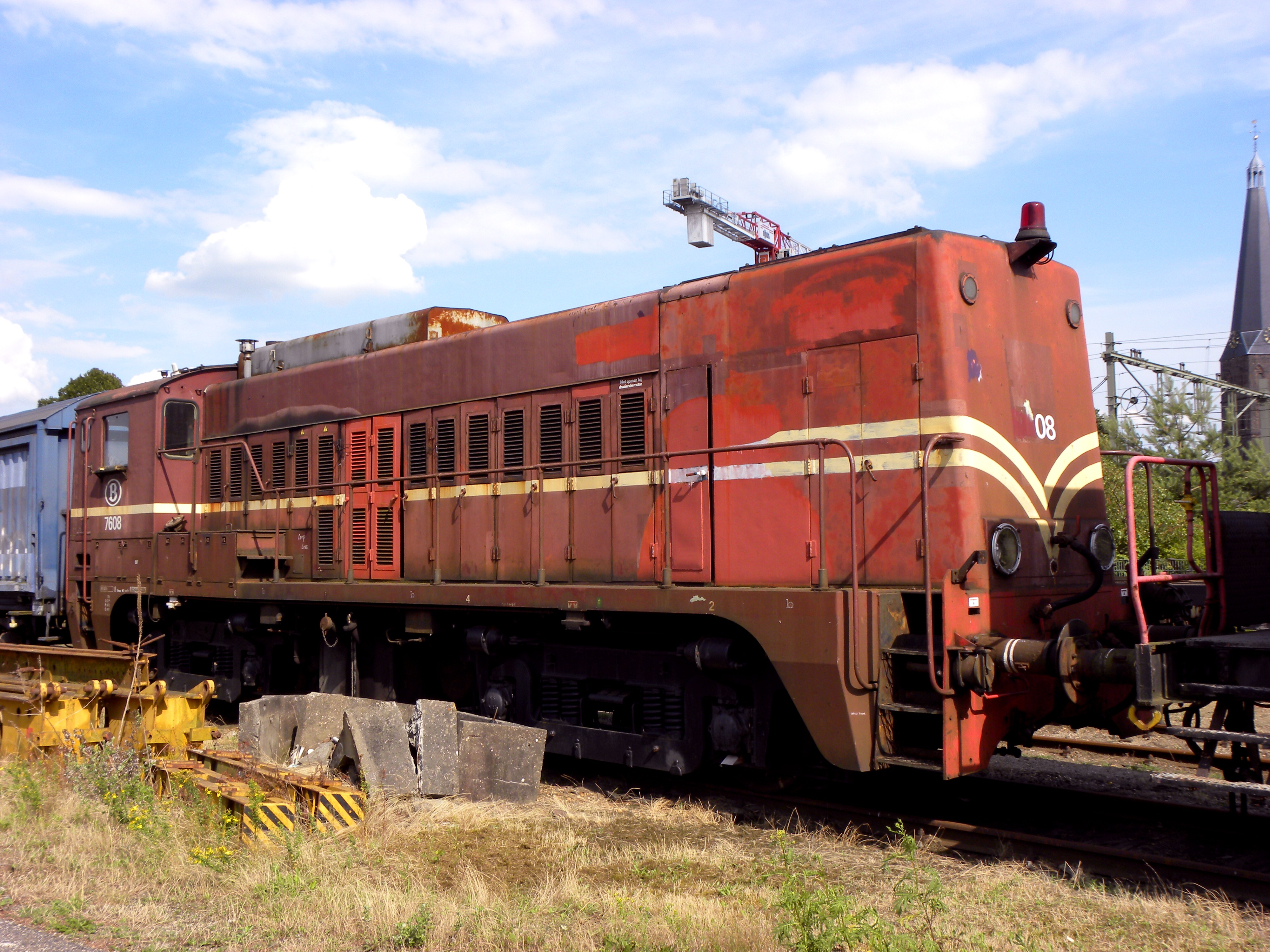
La locomotive diesel (encore brune) n°2275 en tant que SNCB n°7608 telle qu'elle est arrivée au "SHD".

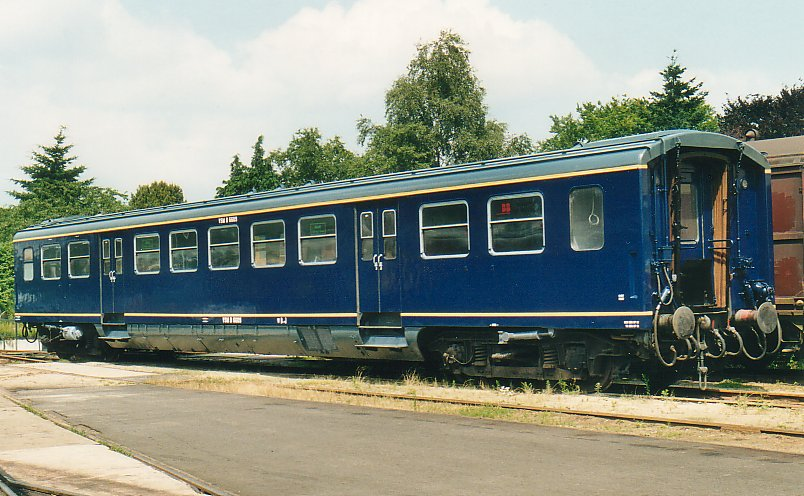
La voiture de type Plan E - B 6609, toujours au "Veluwsche Stoomtrein Maatschappij" (VSM) à Beekbergen.

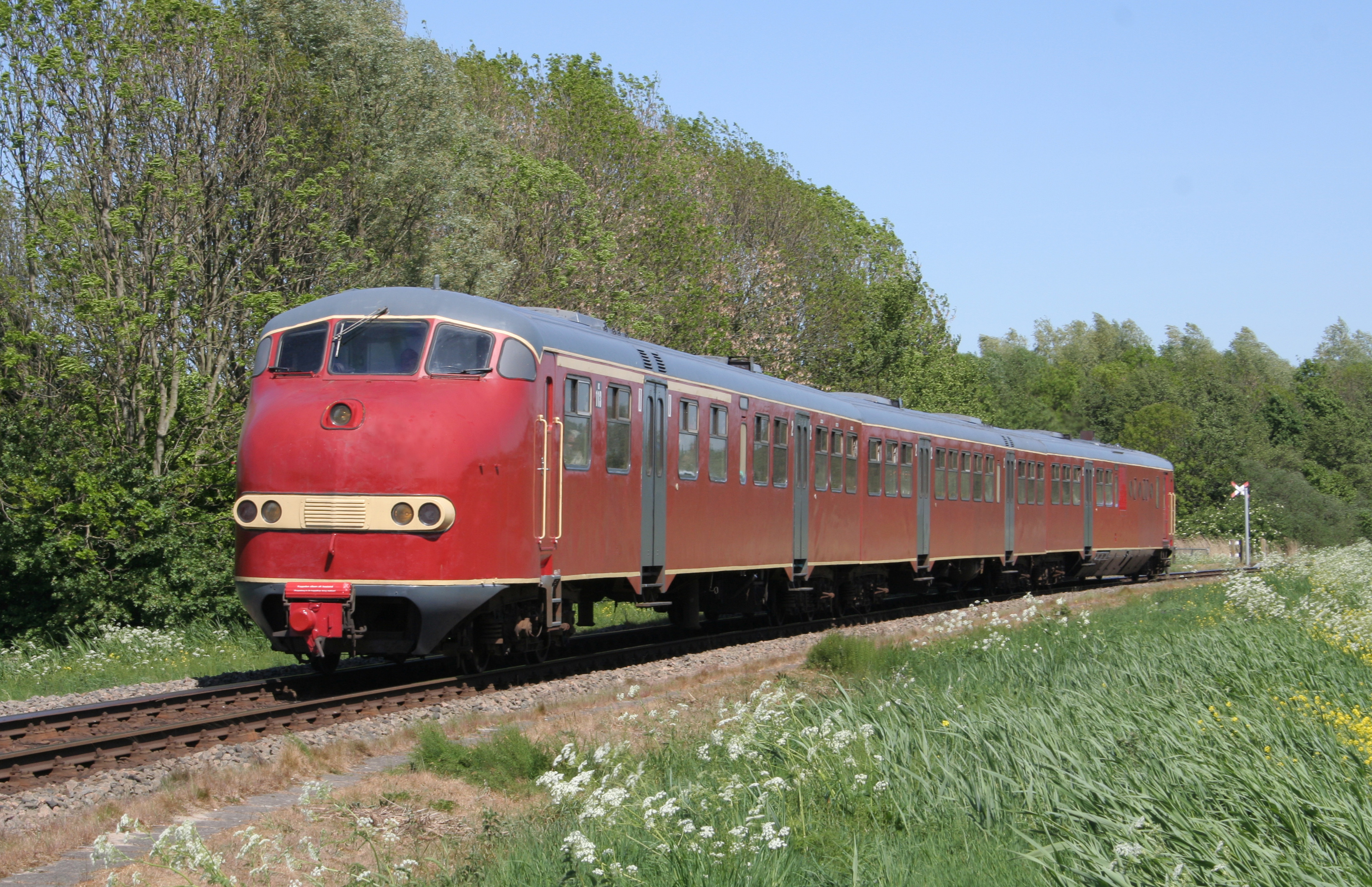
Un plan U rouge, comme on en trouve aussi au "SHD".

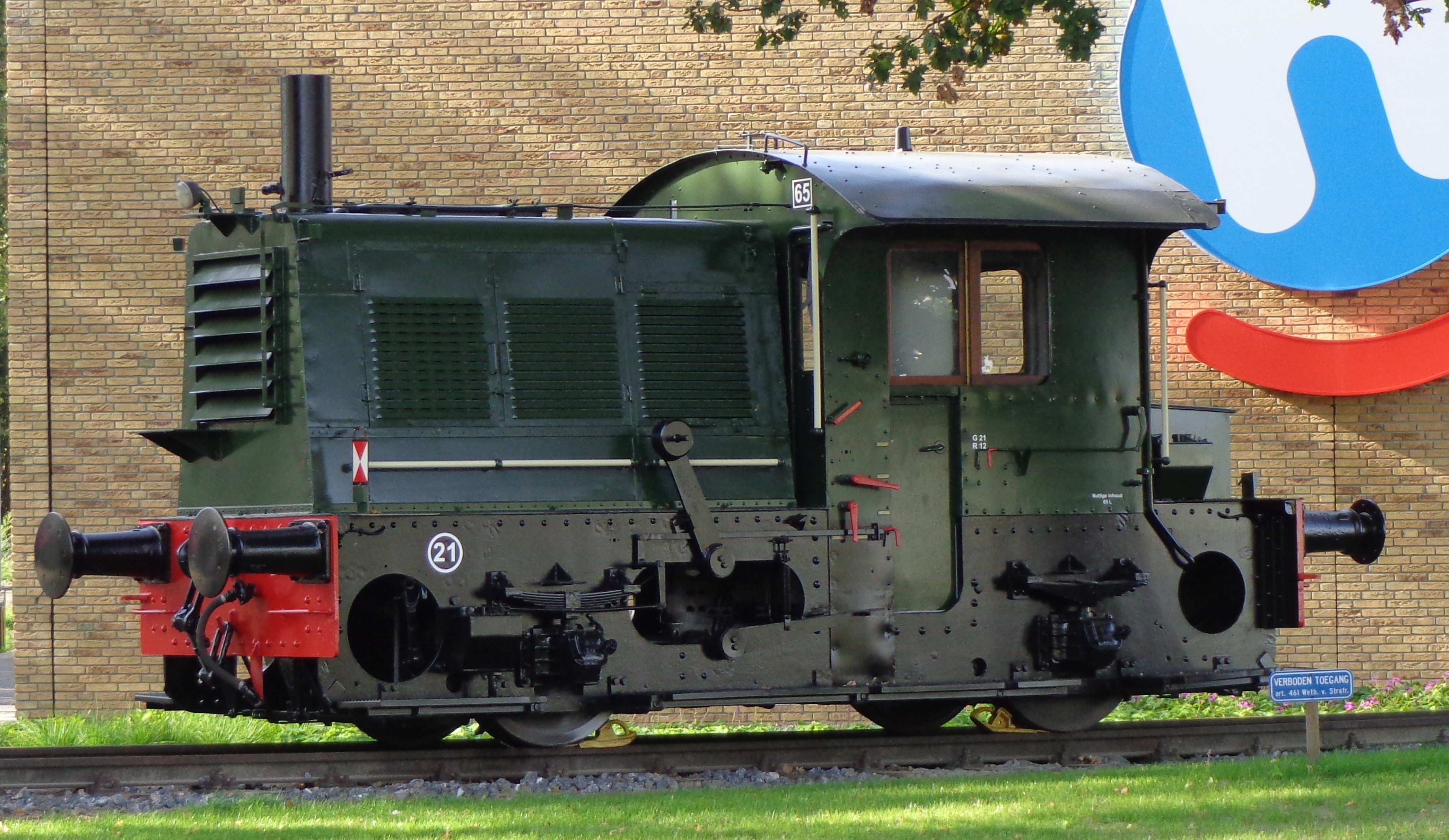
Le locotracteur n°301 à Woudenberg en 2018.

La "Stichting Historisch Dieselmaterieel - SHD" (en français : Fondation Matériel Diesel Historique) est une fondation néerlandaise destinée à la préservation du matériel diesel historique néerlandais dans le domaine du transport ferroviaire.

## Historique
La "Stichting Historisch Dieselmaterieel" se concentre sur les années 1970-1980. En particulier, la formation d'un train push-pull, composé de deux locomotives de type 2200 et de voitures "Plan E", est un objectif important. À cette fin, la fondation a rassemblé trois locomotives de la série NS 2200 et six voitures dans sa collection. Après avoir été mises hors service aux Pays-Bas, deux locomotives ont été utilisées pendant un certain temps en Belgique pour des trains de travaux. La locomotive 2275 est la seule du genre à avoir conservé sa couleur brune d'origine depuis sa livraison jusqu'à nos jours.
Deux wagons ont été repris du "Veluwsche Stoomtrein Maatschappij" (VSM), tandis que trois wagons ont été utilisés comme wagons à vélos par les chemins de fer néerlandais jusqu'à ce qu'ils soient mis hors service.
De plus, deux rames automotrices diesel-électriques de type "Plan U" (113 et 121) ont été reprises en 2012 du "HIJSM" (à Haarlem) à la suite de la fin de ses activités. Plus tard, le 113 a été remplacé par le 151. Cependant, le 113 fait toujours partie de la collection de la fondation. La rame 151 était à l'origine destinée à une compagnie ferroviaire roumaine et a été conservée dans la livrée jaune-gris. Le 151 a été transféré à la "Stichting 2454 CREW" en 2020 et y a été remis en état de marche. La rame 121 a été peinte en livrée rouge comme les rames des premières années des chemins de fer néerlandais.
En 2013, deux voitures de type "Plan W" ont été reprises de la faillite de la "Friese Stoomtrein Maatschappij". En juillet 2013, les deux voitures ont été transférées de Roosendaal à Amersfoort, où l'une des voitures (en version Benelux) a été rénovée.
En 2014, le véhicule de mesure CTO (ex-NS P 7918) a été repris d'Eurailscout. Dans sa version originale, il est utilisé comme véhicule de mesure CTO pour la recherche par TU Delft.
En 2021, "Strukton Rail" a transféré la locomotive diesel 30.2282 (ancienne NS 2282) à l'asbl. Cette locomotive a été rénovée après son achat par Strukton et a reçu une palette de couleurs jaunes et un capot inférieur. Elle a été reprise par l'association dans cette livrée.

## Les collections
Les listes suivantesne sont pas exhaustives et devront être complétées ou actualisées au fil du temps (dernière actualisation en novembre 2024) :

### Locomotives et locotracteurs diesel
| Photo | Matricule                   | Constructeur et date | État actuel                          | Origine et informations techniques                                                                                |
| ----- | --------------------------- | -------------------- | ------------------------------------ | --- |
|       | NS 2205                     | Heemaf, 1955         | Hors service                         | - 14 m, 72 t, vitesse maximum : 100 km/h.                                                                         |
|       | NS 2275                     | Heemaf, 1955         | Hors service (en cours de révision). | - 14 m, 72 t, vitesse maximum : 100 km/h.                                                                         |
|       | NS (30)2282 (dite "Anneke") | Heemaf, 1955         | Opérationnelle                       | - Auparavant utilisé par "Strukton Rail" comme locomotive d'inspection. - 14 m, 72 t, vitesse maximum : 100 km/h. |
|       | NS 243                      | Werkspoor, 1935      | Opérationnel                         | - 7,2 m, 21 t, vitesse maximum : 60 km/h.                                                                         |
|       | NS 334                      | Werkspoor, 1950      | Opérationnel                         | - 7,2 m, 21 t, vitesse maximum : 65 km/h.                                                                         |

### Automotrice électrique
| Photo | Matricule | Constructeur et date | État actuel  | Origine et informations techniques           |
| ----- | --------- | -------------------- | ------------ | -------------------------------------------- |
|       | NS 121    | Werkspoor, 1961      | Hors service | - 74,5 m, 137 t, vitesse maximum : 130 km/h. |

### Voitures à voyageurs
| Numéro            | Type   | Disposition | Constructeur & année  | État & notes                                        | Photo |
| ----------------- | ------ | ----------- | --------------------- | --------------------------------------------------- | ----- |
| 50 84 29-37 361-8 | Plan E | B           | Werkspoor, 1955       |                                                     |       |
| 50 84 29-37 368-3 | Plan E | B           | Werkspoor, 1955       |                                                     |       |
| 50 84 87-37 206-4 | Plan E | Df          | Beijnes, 1955         |                                                     |       |
| 50 84 87-37 208-0 | Plan E | RD          | Beijnes, 1955         |                                                     |       |
| 50 84 87-37 222-1 | Plan E | RD          | Beijnes, 1955         |                                                     |       |
| 50 84 92-37 008-7 | Plan E | Df          | Beijnes, 1955         |                                                     |       |
| 50 84 21-37 455-6 | Plan W | B           | Werkspoor, 1956       |                                                     |       |
| 50 84 21-37 457-2 | Plan W | B           | Werkspoor, 1956       |                                                     |       |
| 60 84 978 1 005-1 | Plan C |             | Allan Rotterdam, 1952 | - Utilisé comme voiture de mesure pour le TU Delft. |       |
| 50 84 00-37 040-1 | Plan L | P           | Werkspoor, 1958       |                                                     |       |

### Wagons de marchandises
| Numéro            | Type               | Constructeur & année                                                                                                | État & notes                   | Photo |
| ----------------- | ------------------ | --- | ------------------------------ | ----- |
| 40 84 944 1 534-7 | Coupleur           | 1947 (Noord-Nederlandse Machinefabriek, en tant que wagon à charbon type GTM), 1970 (en tant que wagon d'attelage). |                                |       |
| 40 84 566 9 175   | Takkls (wagon VAM) | Fabrikavagona Kraljevo, 1973                                                                                        |                                |       |
| 40 84 566 9 183   | Takkls (wagon VAM) | Fabrikavagona Kraljevo, 1973                                                                                        |                                |       |
| 01 84 150 0 136-3 | Go                 | Werkspoor, 1960 | Utilisé à des fins de stockage |       |
| 40 84 959 1 500-0 | Gs                 | Werkspoor, 1956 |                                |       |
| 01 84 225 4 063-5 | Hbis               | Wagonfabrik Talbot, 1975                                                                                            |                                |       |

## Matériels ex-SHD
- Le locotracteur Sik no 301 est actuellement à Woudenberg en tant que moment statique.
- L'automotrice électrique de type plan U no 151 a été transféré au "Stichting 2454 CREW" en avril 2020.